# Nebmaatré
A Nebmaatré (nb-m3ˁt-rˁ) ókori egyiptomi név, jelentése: „az igazság ura Ré”.
Uralkodói névként viselte:
- Nebmaatré, a XVI. vagy XVII. dinasztia egyik uralkodója; személyneve ismeretlen
- III. Amenhotep, a XVIII. dinasztia egyik uralkodója
- VI. Ramszesz, a XX. dinasztia egyik uralkodója (Nebmaatré Meriamon)
- Amanikhabale núbiai király
- Amanitenmemeide núbiai király

Személynévként:
- Nebmaatré herceg, Ré héliopoliszi főpapja (XX. dinasztia)